# رامسی (نیوجرسی)
رامسی (به انگلیسی: Ramsey) شهری در ایالت نیوجرسی کشور ایالات متحده آمریکا است که جمعیت آن در سرشماری سال ۲۰۱۰ میلادی، ۱۴٬۴۷۳ نفر بوده‌است.